# Charles Stallard
Pour les articles homonymes, voir Stallard.
Charles Frampton Stallard (né le 4 juin 1871 à Londres en Angleterre et mort le 13 juin 1971 en Afrique du Sud), est un officier militaire, avocat et homme politique sud-africain, membre du parti sud-africain (jusqu'en 1934) puis du parti du Dominion (1934-1948), membre du parlement (1929-1938 et 1939-1948) et ministre des mines dans le gouvernement de Jan Smuts de 1939 à 1945.

## Biographie
Né à Londres le 4 juin 1871, diplômé en droit de l'université d'Oxford et inscrit au barreau, il participe au sein des troupes britanniques à la seconde guerre des Boers en Afrique du Sud. Après la guerre, il s'inscrit au barreau de Johannesburg et devient King's Counsel en 1910.
Durant la Première Guerre mondiale, il est membre d'état major militaire du général Louis Botha dans le Sud-Ouest africain (1914) puis volontaire en Flandres et en Italie où il se distingue.
La carrière politique du colonel Stallard commence dès 1909 quand il tente de se faire élire à Turffontein pour siéger à l'assemblée législative du Transvaal. Il est finalement élu un an plus tard, après la formation de l'Union d'Afrique du Sud, au conseil provincial du Transvaal en tant qu'indépendant avant de rejoindre plus tard le parti sud-africain. 

En 1921, la Transvaal Provincial Local Government Commission, que Stallard préside, propose, dans un rapport consacré à la démographie et aux flux migratoires internes à l'Afrique du Sud, de contrôler la main d'œuvre noire en zone urbaine de façon qu'elle ne soit composée que de migrants et que son droit de résidence en ville soit conditionné à un emploi chez un employeur blanc. Cette doctrine, qui interdit le statut de citadin aux populations migrantes noires, prend le nom de Stallardisme et forme le fondement des textes de lois réglementant le statut des populations noires en ville des années 1920 à 1951 (Native urban areas Act de 1923, Native Laws amendment act de 1937).
De 1929 à 1938, il est député au parlement où il représente la circonscription de Roodepoort. En 1934, il refuse la fusion entre le parti sud-africain et le parti national et refuse de joindre le nouveau parti uni qui en résulte. Il fonde alors une petite formation pro-britannique, le parti du Dominion, qu'il dirige de 1934 à 1948. Lors des élections générales de 1938, il est battu par F.B. Allen, le candidat du parti uni. 

Il profite d'une élection partielle organisée le 12 septembre 1939 dans le district de Pietermaritzburg pour revenir au parlement après avoir écrasé son adversaire du parti uni avec 2893 voix contre seulement 148 à son concurrent. Stallard est réélu en 1943 avec 3493 voix contre 1234 au candidat du parti travailliste sud-africain.
Durant la Seconde Guerre mondiale, Stallard est membre du gouvernement d'unité nationale dirigé par Jan Smuts en tant que ministre des mines.
Retiré de la vie politique après 1948, ce colonel honoraire du régiment écossais du Transvaal vit les 20 dernières années de sa vie dans sa ferme situé près de Johannesburg. Il meurt, âgé tout juste de 100 ans, le 13 juin 1971.

## Sources
- Who was Who, Volume VII, 1971-1980 (Adam and Charles Black 1981)
- The Times, 14 juin 1971 (Nécrologie)